# 西田真吾
西田 真吾（にしだ しんご、1963年4月2日生まれ）は、日本の俳優。高知県出身。別名義は真壁 真吾（まかべ しんご）。ジャパンアクションクラブ (JAC) 出身。特技は、殺陣・現代アクション・空手道・乗馬・バスケットボール。俳優業の傍ら、2001年に千葉真一が設立したジャパンアクションクラブの代表として後進の育成にあたっている。主なアクションや殺陣の育成・指導としての出身者は新田真剣佑や眞栄田郷敦などがいる。真剣佑にとって、西田真吾は今でも父親代わりのような存在だと述べている。俳優の若山富三郎の息子である若山騎一郎とも親交が深い。

## 出演

### 映画
- コータローまかりとおる!（1984年）
- 必殺4 恨みはらします（1987年）
- リメインズ 美しき勇者たち（1990年）
- 大予言/復活の巨神（1992年） - 光雄
- 地雷原 A mine field.（1992年） - 堀田

### テレビ映画
- 白虎隊（1986年） - 高木盛之助
- 必殺仕事人ワイド 大老殺し 下田港の殺し技珍プレー好プレー（1987年） - 二人トンボの千太郎
- 長七郎江戸日記 第2シリーズSP「ふたり長七郎・京の舞」（1988年） - 真牛
- 坂本龍馬（1989年）
- 必殺スペシャル・秋 仕事人vs仕事人 徳川内閣大ゆれ! 主水にマドンナ（1989年） - いかけ屋の音松
- 参上! 天空剣士 第七話「激突!忍者軍団」（1990年） - 才賀呂九平
- 鞍馬天狗 第三十七話「毒のある花」（1990年）
- 名奉行 遠山の金さん 第3シリーズ 第7話「謎の千両!二つの顔の真犯人」（1990年）
- 岡っ引どぶ 第2話「流人島殺人事件」（1991年）
- 織田信長（1994年、テレビ朝日） - 斉藤義竜